# Saint-Raphaël Var HB
Saint-Raphaël Var Handball är en fransk handbollsklubb från staden Saint-Raphaël i departementet Var, bildad 1963 med namnet Association Sportive Fréjus-Saint Raphael (ASFSR). År 1995 bytte klubben till det nuvarande namnet. Laget spelar i LNH Division 1.

## Spelare i urval
- Arnór Atlason (2013–2016)
- Xavier Barachet (2012–2013, 2017–)
- Adrien Dipanda (2012–)
- Christian Gaudin (2003–2006)
- Wissem Hmam (2014–2018)
- Hampus Jildenbäck (2018–2020)
- Stéphane Joulin (2004–2007)
- David Juříček (2011–2013)
- Heykel Megannem (2009–2013)
- Daniel Sarmiento (2016–)